# Zarrinabad
Zarrīnābād (farsi زرین‌آباد) è il capoluogo dello shahrestān di Ejrud, circoscrizione Centrale, nella provincia di Zanjan in Iran. Nel 2011 aveva 2.471 abitanti. Si trova a sud-ovest di Zanjan.